# Plac Kazimierza Pułaskiego w Olsztynie
Plac Pułaskiego – plac w Olsztynie, na osiedlu Kętrzyńskiego. Jest jednocześnie skrzyżowaniem o ruchu okrężnym. Na środku placu umiejscowiony jest parking, przystanek autobusowy i toaleta miejska. Plac był kiedyś miejscem handlu, przede wszystkim towarami spożywczymi.

## Historia
W czasach Prus Wschodnich plac nazywał się Moltke-Platz (Friedrich Ludwig Elisa von Moltke – od 1903 do 1907 – Nadprezydent Prus Wschodnich). Plac wytyczono w latach 1890-1914. Rozbudowany został w latach 20. XX wieku – wybudowano kamienice wokół północnej i zachodniej pierzei placu. W latach 40., w miejscu stanowiącym środek dzisiejszego ronda, wybudowano basen, z którego wodę czerpała niemiecka obrona przeciwpożarowa. Plac w ciągu drugiej wojny światowej nie uległ większemu zniszczeniu, poza rynkiem i halą stojącą wtedy przy zachodniej pierzei placu (pomiędzy placem a dzisiejszą ulicą Kościuszki). 
Po drugiej wojnie światowej, nazwa placu została zmieniona na obecną. 11 maja 1946, na mocy decyzji Miejskiej Rady Narodowej, przeniesiono targowisko miejskie z placu Nowotki (dzisiejszego placu Konsulatu Polskiego) na teren dawnego basenu przy placu Pułaskiego. 22 czerwca 1947 oddano do użytku, wybudowaną z drewna, Miejską Halę Targową, pełniącą rolę centralnego targowiska miejskiego. W 1949 r. zarząd miejski zakazał handlu z furmanek przy hali targowej. Do końca lat 60. XX wieku w hali targowej przy placu działał pierwszy w Olsztynie bar mleczny. W latach 60. XX wieku, przy zachodniej pierzei placu, wybudowano Dom Handlowy Domar. W roku 1978, przed dożynkami centralnymi, zlikwidowano targowisko znajdujące się w południowej części placu. W późnych latach 80. XX wieku targowisko zostało przywrócone. W 1997 na miejscu dawnego targowiska wybudowano C.H. Manhattan.
Planowana jest rewitalizacja placu, budowa minidworca dla autobusów podmiejskich oraz wydłużenie ulicy Kajki do ul. Kościuszki (jak przed rokiem 1945)

## Dane placu
Plac Pułaskiego jest skrzyżowaniem o ruchu okrężnym ulic:
- ulica Kościuszki
- ulica Kopernika (w kierunku placu Bema jest ulicą ślepą)
- ulica Kajki

## Komunikacja
Plac Pułaskiego stanowił pętlę dla autobusów 3 linii podmiejskich olsztyńskiego MPK.